# ハリー・ヒルマン
ハリー・ヒルマン（Harry Livingston Hillman Jr., 1881年9月8日 - 1945年8月9日）は、アメリカ合衆国の陸上競技選手。1904年セントルイスオリンピックから1906年アテネオリンピック、1908年ロンドンオリンピックと3大会連続出場。セントルイス大会では400mなどで3つの金メダルを獲得した選手である。

## 経歴
ヒルマンはセントルイスオリンピックでは、400mと200mハードルそして400mハードルの3種目で金メダルを獲得した。いずれの種目もオリンピック新記録であった。しかし、400mハードルでは53秒0という記録を出していながらハードルのひとつを引っ掛けていたということと、このレースのハードルの高さ（76cm）も普通の高さ（91.4cm）とよりは低いハードルを使用していたことから世界記録（当時の世界記録57秒2）とはならなかった。
1906年アテネオリンピックにも出場したヒルマンであったが、アテネへ向かう船の中で、甲板にかぶさるような大波に襲われけがを負ってしまい、彼が唯一参加した400mでは5位という結果に終わってしまった。
ヒルマンは1908年ロンドンオリンピックの400mハードルに出場する。予選で世界新記録を樹立するも決勝ではアメリカのチャールズ・ベーコンと最終ハードルまで併走する接戦の末敗れ銀メダルに終わる。このときベーコンに世界記録も奪われた。
ヒルマンは1910年から亡くなるまでダートマス大学のコーチを務め、多くの若いハードラーを育てた。彼がコーチした選手の中からは1920年アントワープオリンピックの110mハードル金メダリストのアール・トムソンが誕生している。1924年から1932年のオリンピックではコーチとして参加している。